# گلوخاری
گلوخاری (به لاتین: Glukhari) یک منطقهٔ مسکونی در روسیه است که در استان آمور واقع شده‌است.